# Treppe an der Park Street

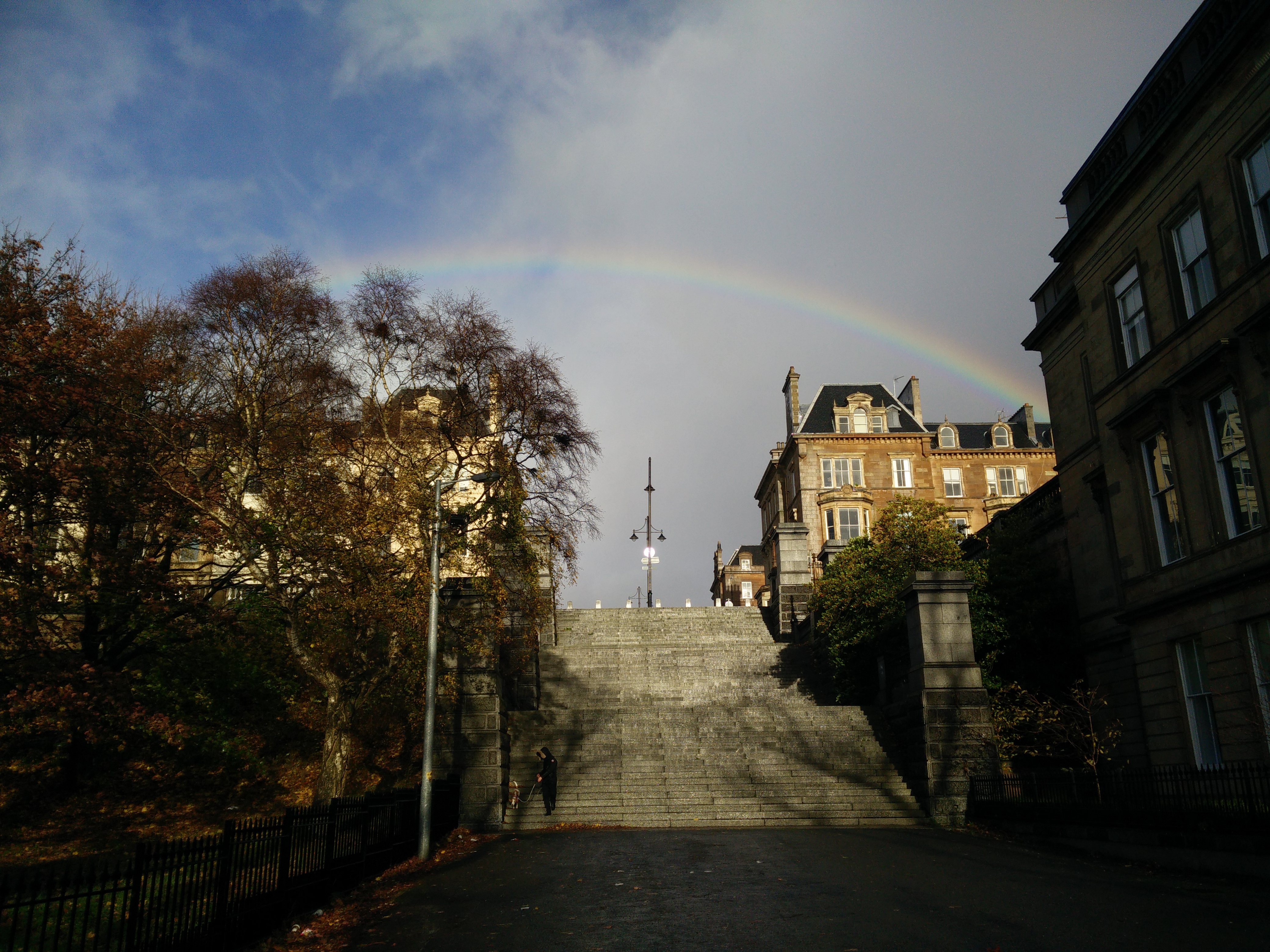
Treppe an der Park Street

Die Treppe an der Park Street ist eine Außentreppe in der schottischen Stadt Glasgow. 1970 wurde sie als Einzeldenkmal in die schottischen Denkmallisten zunächst in der Kategorie B aufgenommen. Die Hochstufung in die höchste Denkmalkategorie A erfolgte 1986. Des Weiteren ist das Bauwerk Teil eines umfassenderen Denkmalensembles der Kategorie A.

## Beschreibung
Das Bauwerk wurde 1854 fertiggestellt. Hierfür entstanden Gesamtkosten in Höhe von 10.000 £. Für den Entwurf zeichnet der schottische Architekt Charles Wilson verantwortlich.
Es handelt sich um eine gradläufige Treppe mit zwei Absätzen. Sie verbindet den Park District im Norden mit der Woodland Terrace.  Das monumental ausgestaltete Bauwerk besteht aus grauem Granit. An beiden Enden sowie auf den Absätzen verfügt die Treppe über wuchtige Pfosten mit quadratischen Grundrissen. Sie ruhen auf bossierten Plinthen aus Granit. Die gestufte Brüstung ist analog der Plinthen gestaltet. Zu den Gestaltungselementen zählen gusseiserne Lampenhalter.